# Rum (eksperimentalfilm fra 1998)
|  | Denne artikel er oprettet af botten Steenthbot ud fra en ekstern database. Den kan derfor have sproglige fejl eller mangler. Denne skabelon kan fjernes efter kontrol af indholdet. |

 For alternative betydninger, se Rum (flertydig). (Se også artikler, som begynder med Rum)
Rum er en dansk eksperimentalfilm fra 1998 instrueret af Bo Mikkelsen efter eget manuskript.

## Handling
En nulpunktsfortælling om små rum og paradokser.